# Lexington (Illinois)
Lexington ist eine City im McLean County im US-Bundesstaat Illinois. Das U.S. Census Bureau hat bei der Volkszählung 2020 eine Einwohnerzahl von 2.090 ermittelt.

## Geographie
Lexingtons geographische Koordinaten lauten 40° 38′ N, 88° 47′ W (40,6414237, −88,7834001). Der Ort liegt an einer Bahnstrecke der Illinois Central Railroad. Die Auffahrt zur Interstate 55 liegt etwa zwei Kilometer westlich der Ortsmitte. Der Mackinaw River fließt etwa 1,5 km südwestlich an Lexington vorbei.
Nach den Angaben des United States Census Bureaus hat die City eine Gesamtfläche von 3,0 km² und beinhaltet keine nennenswerten Gewässerflächen.
Benannt ist Lexington nach Lexington, Massachusetts und Lexington, Kentucky. Der Vater von Gridley hatte im Unabhängigkeitskrieg bei der Schlacht von Lexington in Massachusetts gekämpft, und Brown stammte aus Lexington, Kentucky.

## Geschichte

### Ursprünge
Lexington wurde am 4. Januar 1836 von Asahel Gridley (1810–1881) und James Brown (um 1802–?) begründet. Gridley war ein Anwalt und Bankier aus Bloomington, der schließlich zum reichsten Mann im McLean County wurde; Brown wurde in Lexington, Kentucky, geboren, und Lexington, Illinois, scheint sein einziger Versuch gewesen zu sein, eine Stadt zu gründen. Die Gründung der Stadt fiel in die Zeit eines Immobilienbooms, der durch die ganze Nation schwappte. Innerhalb weniger Monate wurden in der Zeit sieben andere neue Städte im McLean County gegründet: Concord (nun Danvers), Hudson, Le Roy, Livingston, Lytleville, Mt. Hope und Wilksborough. Wie bei anderen Städten, die während des Booms 1836 gegründet wurden und im Gegensatz zu vielen anderen Städten wurde Lexington um einen zentral angeordneten öffentlichen Platz angelegt. Das rechtwinklige Straßengitter wurde genau nach Norden ausgerichtet. Im Falle von Lexington bestand der Grundriss ursprünglich aus 36 Blöcken, von denen jeder sechs Parzellen umfasste. Wie viele Stadtgründungen dieser Zeit befand sich Lexington im Grenzbereich zwischen Prärie und Waldland, und die südöstliche Ecke der Stadt lag bereits im Wald. Wie viele andere Städte am Mackinaw River wurde Lexington auf höherem Gelände angelegt, etwas entfernt vom Fluss.

### Vor dem Bau der Eisenbahn
Gridley und Brown boten am 30. April 1836 die ersten Grundstücke in der Stadt auf einer Auktion zum Verkauf an. In ihren gedruckten Prospekten versprachen die Stadtgründer, dass Lexington an der Hauptstraße von Springfield über Bloomington nach Chicago liege und eine Meile entfernt sei vom Mackinaw River. Sie schrieben, dass sich Lexington „am Rande einer sanft gewellten Prärie befinde, ganz in der Nähe eines großen und unerschöpflichen Bestandes des Besten Holzes, das das Land zu bieten habe. Sie sagten den potentiellen Käufern, dass es zwei Segemühlen und eine Getreidemühle gebe. Außerdem, so sagten sie, habe der Aufbau der Stadt bereits begonnen. Denjenigen, die gute Sicherheiten böten, könne ein zwölfmonatiger Kredit zur Verfügung gestellt werden.“
Doch zwischen 1837 und 1854 war das Überleben der neugegründeten Stadt zweifelhaft. Der große Landrausch von 1836 führte in eine lange landesweite Depression. Zwar stimmten die Aussagen Gridleys und Browns, dass sie bereits mit dem Bau der Stadt begonnen hatten, doch das erste fertiggestellte Bauwerk wurde als Laden genutzt, der vor dem Ablauf eines Jahres pleite war. Das Gebäude wurde abgebaut und nach Bloomington gebracht. Das erste Wohnhaus war auch eine kurze Zeit bewohnt, aber dann in die rivalisierende Stadt Clarksville gebracht worden, die einige Kilometer flussabwärts lag. Außerdem wusste niemand genau, welchen Verlauf die Straße von Springfield nach Chicago haben würde. Clarksville versuchte, den Bau der Straße durch sein Gebiet zu gewinnen, indem man eine Brücke über den Fluss errichtete, und auch die 1840 flussaufwärts gegründete Stadt Pleasant Hill versuchte alles, um Verkehr anzulocken. Die Countyverwaltung begann schließlich, Steuern für die unverkauften Grundstücke in der Stadt zu verlangen; Anfang der 1850er Jahre wurden mehr als 300 Parzellen zum Verkauf angeboten, um die unbezahlten Steuern zu begleichen. Der zentrale Platz der Stadt wurde zum Weiden von Vieh genutzt. Doch glaubten einige Bewohner weiterhin an den Erfolg Lexingtons. Jacob Spawr (1802–1902) war ein Jahr nach der Schließung des Ladens nach Lexington gekommen, wo er ein Haus baute; dieses bestand eigentlich aus zwei sich gegenüberstehenden Hütten, die ein gemeinsames Dach hatten. Dieses Bauwerk diente als Unterkunft, Postamt und Gasthaus. Weil Lexington auf halber Strecke zwischen den Countyseats in Pontiac und Bloomington lag, war Spawrs Haus ein bequemer Rastplatz. Der spätere Präsident Abraham Lincoln und Stephen Douglas waren regelmäßige Gäste. Der United States Census 1850 verzeichnete Spawrs Beruf als Vermieter. Um 1854 lebten nach Schätzungen nur etwa ein Dutzend Familien in Lexington.

### Bau der Eisenbahn
Am 4. Juli 1854 erreichte die später als Chicago and Alton Railroad bekannt gewordene Eisenbahn Lexington. Dadurch änderte sich einiges. Ein Lagerhaus für Getreide wurde auf die andere Seite der Bahngleise geschleppt, erhielt einen Bahnsteig und wurde als Stationsgebäude genutzt. Dawson und McCurdy erbauten einen Getreidesilo, und drei Glaubensgemeinschaften errichteten Kirchengebäude. Die Stadt bildete ihre eigene Verwaltung, und die erste Amtshandlung der Stadtführung war es, den Lagerbestand zweier örtlicher Händler von Whisky aufzukaufen und wegzuschütten. Die Gebrüder Mahan erbauten eine Windmühle, und ein neues Hotel wurde gebaut. Lexington boomte. 1865 wurde das erste Gebäude aus Backsteinen errichtet. Am 21. November 1860 brachte ein Zug Abraham Lincoln nach Lexington. Er sprach ein paar Worte des Abschieds mit seinen alten Freunden; als am 2. Mai 1865 kurz vor Mittag ein anderer Zug durch Lexington fuhr, transportierte er den Leichnam Lincolns.

### People v. Chicago and Alton Railroad Company
Die Stadt Lexington geriet schon bald in den Fokus eines Verfahrens, das die amerikanische Rechtsgeschichte verändern würde. Nachdem die Eisenbahnen begonnen hatten, den Mittleren Westen der Vereinigten Staaten verkehrlich zu erschließen, stellte sich heraus, dass die Eisenbahngesellschaften recht einfach einen großen Teil des Wohlstandes der Farmer abschöpfen konnten, weil sie in der Lage waren, einseitig die Transportpreise für Frachten festzusetzen. In der Folge ermöglichte eine neue Gesetzgebung 1870 der Regierung des Bundesstaates, eine Rolle bei der Festsetzung von Transport- und Lagerpreisen einzunehmen; der Wortlaut und die gesetzlichen Grundlagen hinter diesem Teil der neuen Gesetze stammten aus der Feder des in Bloomington praktizierenden Rechtsanwaltes Ruben M. Benjamin (1833–1917). Ein Testfall war notwendig, und Benjamin legte sich auf Lexington fest. Die Chicago and Alton Railroad berechnete vier Dollar und 35 Cents, um 1000 Board Feet Holz von Chicago nach Bloomington zu transportieren, verlangte jedoch fünf Dollar für den Transport derselben Menge auf der kürzeren Strecke von Chicago nach Lexington. 1871 reichte Benjamin Klage gegen die Eisenbahngesellschaft ein. Diese argumentierte, dass sie ihren Preis für den Transport nach Bloomington niedriger ansetzen müsse, weil sie in dieser Relation mehr Wettbewerb ausgesetzt sei als auf der Strecke nach Lexington. Der Fall gelangte schließlich bis vor den United States Supreme Court, wo People v. The Chicago and Alton Railroad Company Teil der Granger Cases wurde, benannt nach den Granges der Patrons of Husbandry, die zugunsten einer Regulation der Frachtpreise geklagt hatten. Diese Fälle erlaubten zumindest eine Zeitlang den Regierungen der Bundesstaaten die Frachtraten der Eisenbahngesellschaften zu regulieren.

### Präsident Roosevelt besucht Lexington
Von allen Ereignissen in der Geschichte von Lexington ist der Besuch von Präsident Theodore Roosevelt in der Stadt das für die Stadt bedeutendste. Am Nachmittag des 15. Juli 1902 versammelte sich eine Menge von 20.000 Personen in der Nähe der Gleise der Bahnstrecke, wo eine lange Tribüne errichtet und in Rot, Weiß und Blau dekoriert worden war. Der Präsident der Vereinigten Staaten und Held der Schlacht von San Juan Hill schüttelte Hände mit dem Empfangskomitee, weigerte sich jedoch, den Zug zu verlassen. Von der Plattform eines Wagens am Ende des Zuges hielt er eine kurze Rede, die von den Zuschauern mit Beifall aufgenommen wurde. Roosevelts Besuch war der bisher einzige eines amtierenden Präsidenten in Lexington.

### Lexington und die Route 66
Der Verkehr war stets der Schlüssel für die erfolgreiche Entwicklung Lexingtons. Die Stadt war zunächst ein Rastplatz am Chicago Trail, und die erste Erwähnung des Namens der Stadt in der Presse im Jahr 1836 wies bereits auf die Lage der Stadt an der Straße von Springfield nach Chicago. Ihr Existenz wurde dadurch gesichert, das Lexington zu einer Station an der Bahnstrecke zwischen den beiden Städten wurde. Als im 20. Jahrhundert der Eisenbahnverkehr langsam niederging, verlagerte sich der Verkehr zunehmend auf die Straße. Bei Ausbruch des Zweiten Weltkrieges hielten nur noch zwei Personenzüge am Tag, 1946 wurde der Personenverkehr eingestellt.
1915 wurde eine geteerte Straße gebaut, die zunächst als Route 4 bezeichnet wurde und parallel zur damals der Chicago and Alton Railroad gehörenden Bahnstrecke verlief. Nach der Neunummerierung der United States Highways im November 1926 erhielt die Landstraße die Bezeichnung, die sie später berühmt werden ließ: Route 66. Während der folgenden fünf Jahrzehnte wurde Lexington zu einem frequentierten Haltepunkt an dieser wohl bekanntesten Straße Amerikas. 1955 wurde die Route 66 in der Umgebung Lexingtons auf vier Fahrstreifen erweiterte. Sie war in Betrieb bis 1978, als die Interstate 55, die weitgehend parallel verlief, für den Verkehr freigegeben wurde. Bei Lexington ist jedoch ein großer Teil der alten Fernstraße noch befahrbar.

## Sehenswürdigkeiten
Die John Patton Log Cabin, eine 1829 erbaute Blockhütte, befindet sich in einem Park in Lexington.

## Demographie
Die Einwohner sind deutscher (34,5 %), irischer (16,7 %), amerikanischer (13,9 %), britischer (13,2 %), französischer (3,9 %) und niederländischer (3,5 %) Abstammung.

## Söhne und Töchter der Stadt
- Alice Ambrose (1906–2001), von 1964 bis 1972 als Philosophin am Smith College tätig
- Ed Kinsella (1880–1976), Major League Baseball Pitcher für die Pittsburgh Pirates und St. Louis Browns
- John A. Sterling (1857–1918), von 1903 bis 1913 und nochmals von 1915 bis 1918 Kongressabgeordneter für Illinois
- Alex Tanney, für die Position des Quarterback verpflichteter Ersatzspieler der Kansas City Chiefs

- William R. Roy (1926–2014), der von 1971 bis 1975 Kansas im Repräsentantenhaus der Vereinigten Staaten vertrat, ging in Lexington zur Schule.